# Api Claudi (esmentat per Ciceró)
Api Claudi (llatí: Appius Claudius C. f.) és un personatge que Ciceró anomena en unes epístoles a Dècim Juni Brutus. No es pot determinar qui era ni la seva relació amb dinastia Júlio-Clàudia o la gens Clàudia, ni tampoc si és algun dels Api Claudi esmentats per Apià.
Es va unir al partit de Marc Antoni que havia fet tornar el seu pare de l'exili.